# Haugjegla fyr
Haugjegla fyr är en ledfyr i Smøla kommun i Møre og Romsdal fylke i Norge. Den står på en låg holme med samma namn  norr om Veiholmen och kan endast nås med båt. 
Fyren, som är fylkets nordligaste byggnaden, vägleder tillsammans Sletringen fyr fartyg in i Ramsøyfjorden mot Trondheim eller västerut mot Kristiansund och Hustadvika tillsammans med Skalmen fyr och Grip fyr. Den byggdes år 1922 som ersättning för en mindre fyr från 1905, som stod 50 meter längre in på holmen, och är försedd med en fresnellins av andra ordningen.

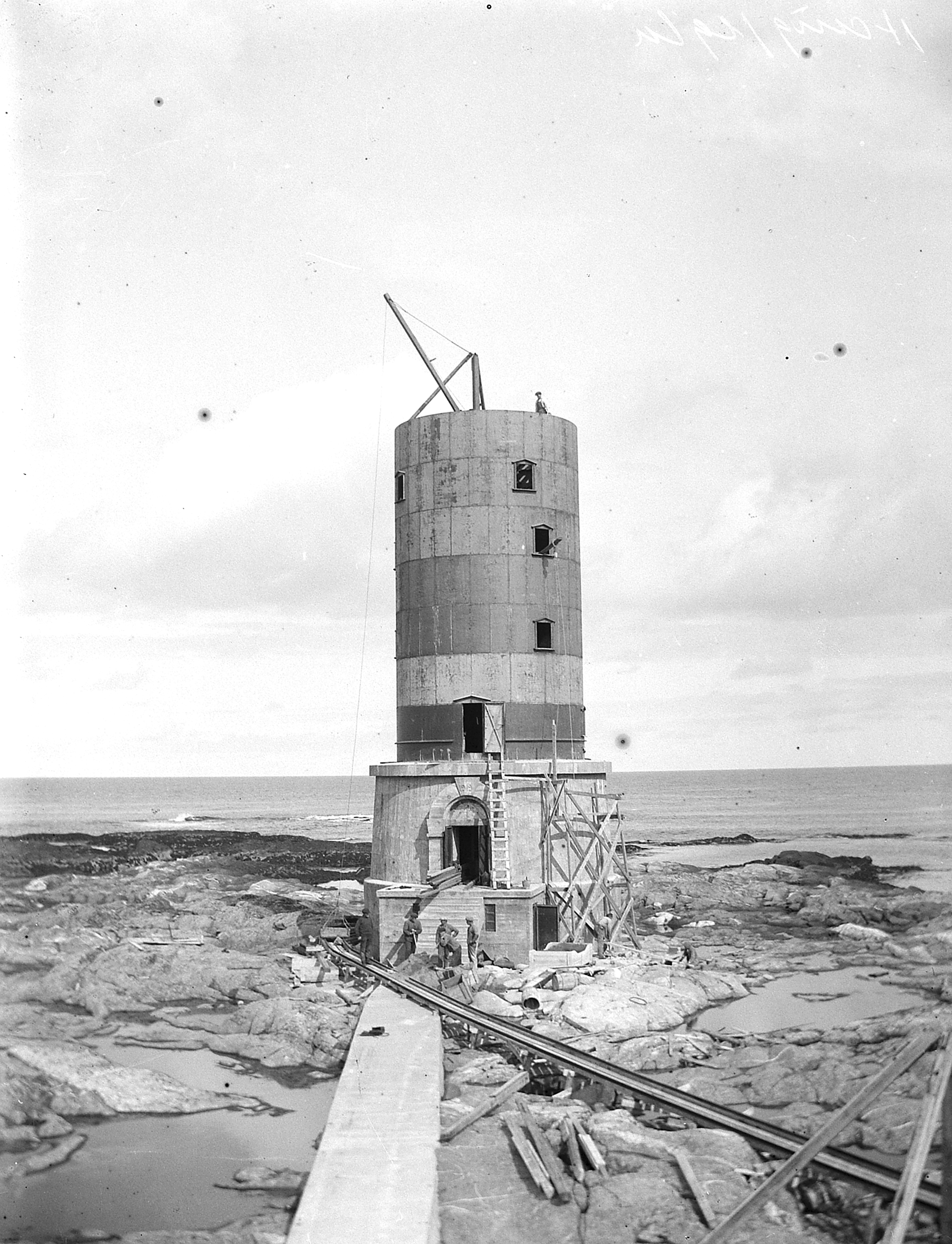
Fyren under byggnad.

Fyrtornet av gjutjärn är 14 meter högt och står på ett sju meter högt betongfundament med förråd och vattentank. Personalen, som bestod av en fyrvaktare och två assistenter, bodde i själva fyren. Mellan båthuset av betong vid piren i södra änden av holmen och fyren finns en 350 meter lång väg av betong. Fyren elektrifierades  med hjälp av en generator i bottenvåningen 1962 och automatiserades och avbemannades 1988.
Samtliga byggnader på Haugjegla och  hela holmen är kulturskyddade sedan  2000.
Fyren renoverades utvändigt hösten  2006. Den kan besökas och hyras av övernattande gäster.